# Alumnus

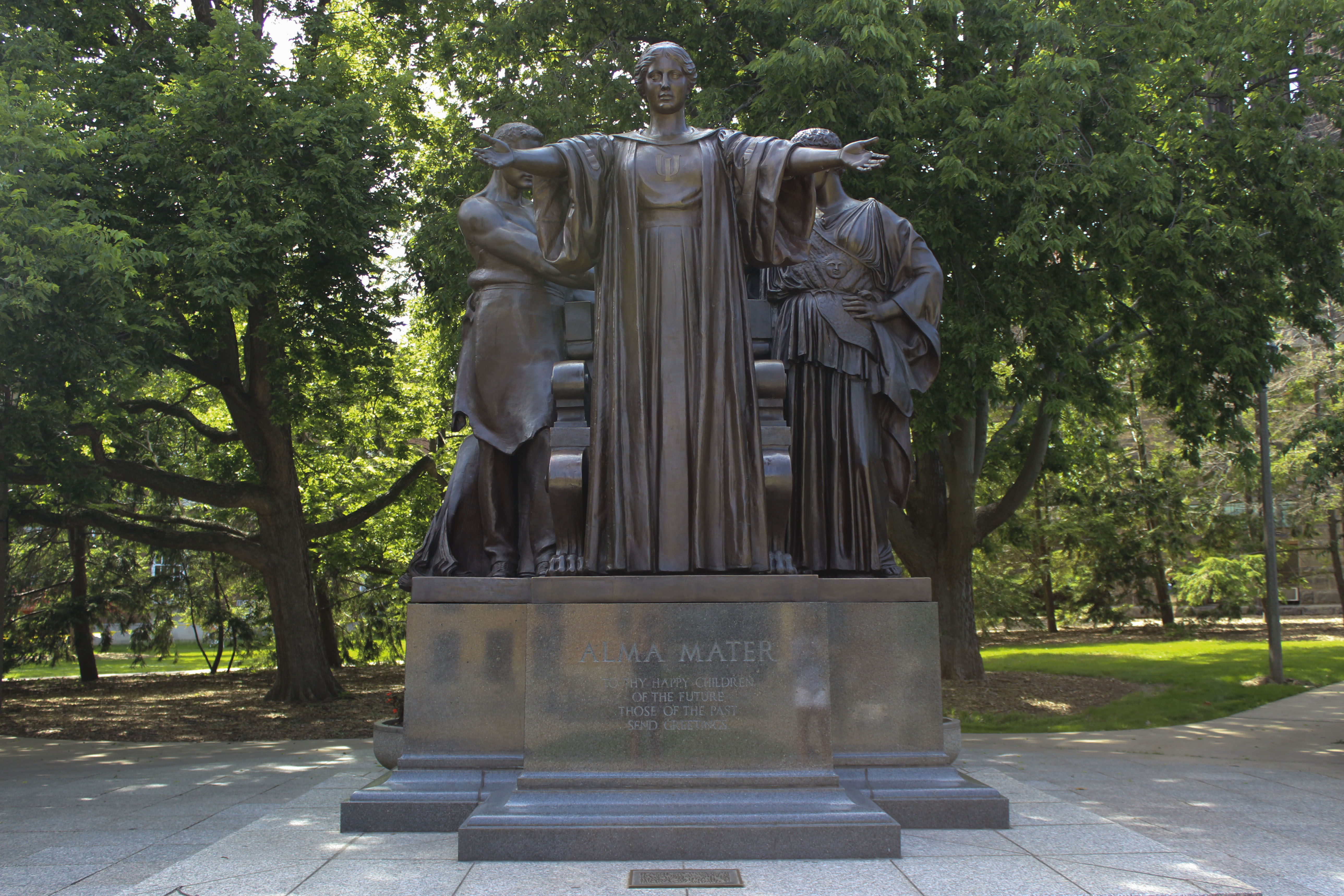
Substantivul latin alumnus înseamnă „fiu adoptiv” sau „elev” și este derivat din verbul „ a hrăni”. B Imaginea: Alma Mater a lui Lorado Taft din Urbana, Illinois.

Un alumnus (elev în latină, alumni la plural) este un fost elev sau student al unei instituții de învățământ. Formele la feminin sunt alumna, alumnae, dar se întâlnesc rar.
Forma latină înseamnă „alimentat”, „tutelat”, ca o referire metaforică la Alma mater (română mama hrănitoare, Universitatea).

## Utilizare
Un absolvent sau absolvent este un fost student sau absolvent al unei instituții de învățământ(școală, facultate, universitate). 
Multe universități au birouri pentru absolvenți care coordonează strângerea de fonduri și oferă beneficii absolvenților membrii. Reuniunile absolvenților sunt evenimente populare la multe instituții. Acestea pot fi organizate de birourile absolvenților sau de asociațiile de absolvenți și sunt adesea ocazii sociale de strângere de fonduri. Calitatea de membru deplină a asociațiilor de absolvenți este uneori limitată doar la absolvenți, mai degrabă decât la toți absolvenții, de exemplu la Universitatea Harvard.. 